# Felicyan von Niegolewski

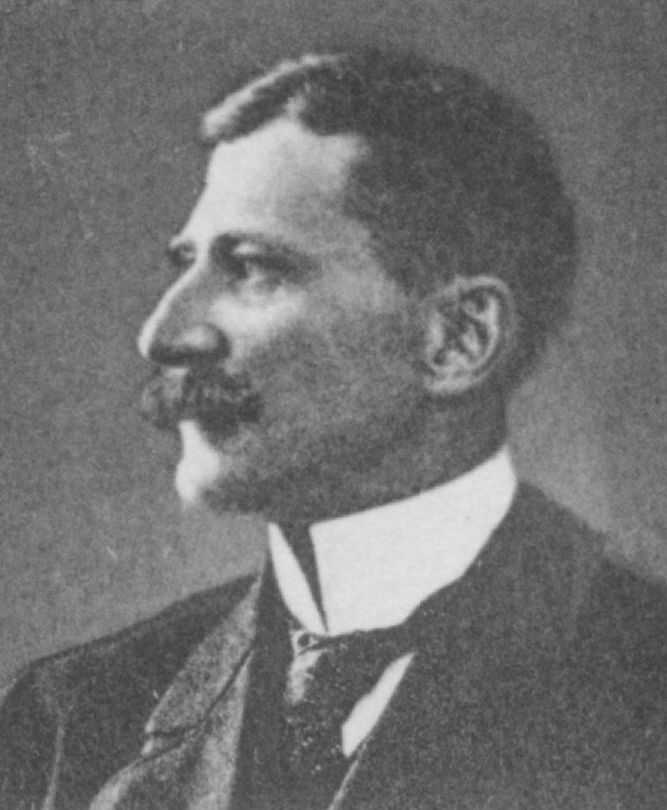
Felicyan von Niegolewski als Reichstagsabgeordneter 1912

Felicyan von Niegolewski, polnisch: Felicjan Antoni Maksymilian Niegolewski (* 12. Oktober 1868 in Niegolewo, Provinz Posen; † 8. Januar 1919 in Posen), war Augenarzt und Mitglied des Deutschen Reichstags.

## Leben
Felicyan von Niegolewski entstammte einer adeligen polnischen Gutsbesitzerfamilie aus der Wappengemeinschaft Grzymała. Sein Großvater Andrzej Niegolewski war Offizier und Politiker in der preußischen Provinz Posen, sein Onkel Władysław Niegolewski war Reichstagsabgeordneter. Er selbst besuchte das Friedrich-Wilhelms-Gymnasium in Posen, das Luisen-Gymnasium in Berlin und die Universitäten Leipzig, Berlin, München und Krakau. Nach Absolvierung des Staatsexamens in München und Erhaltung der Doktorwürde der Medizin in München waren seine weiteren ärztlichen Stationen in Krakau, Berlin, Paris, er spezialisierte sich in der Augenheilkunde und praktizierte als Augenarzt in Posen. Er war in mehreren nationalistischen polnischen Organisationen tätig.
Von 1904 bis 1918 war er Mitglied des Preußischen Abgeordnetenhauses und von 1909 bis 1918 war er Mitglied des Deutschen Reichstags für den Wahlkreis Posen 7 (Schrimm, Schroda) und die Polnische Fraktion.